# رستگاری (فیلم ۱۹۱۹)
رستگاری (فیلم ۱۹۱۹) (به انگلیسی: Deliverance ) فیلمی ۹۰ دقیقه‌ای به کارگردانی جرج فاستر پلت با بازی اتنا راس محصول کشور ایالات متحده آمریکا است.
این فیلم صامت، زندگی هلن کلر و معلمش، آن سالیوان را به تصویر می‌کشد.